# توام
```
الإخوة المولودين من فترة حمل واحدة، أنظر 
توأم
```

توِام (بالأحرف الأجنبية Twem) ثنائي موسيقي فرنسي من أصول مغربية، ولدا عام 1983، بدأ نشاطهم الموسيقيّ عام 2000. يتألف الثنائي توام  من سمير ومهدي بن نوح. ولدا في مرسيليا، فرنسا وانتقلا مع أمهما وهيبة إلى باريس. اشتهرا بعد مشاركتهم في برامج مسابقات موسيقيّة في فرنسا(2010) وفي بريطانيا (2011).
ظهر توام في عدة برامج للهواة أهمها:
- 2000: Graines de Stars
- 2004: Les voix de la chance
- 2007: Popstars
- 2010: The X Factor (النسخة الإنجليزية في بريطانيا) - وصلا إلى "الفاينل 24"
- 2011: X Factor (النسخة الفرنسية) - وصلا إلى "الفاينل 12"

كان توام موضوع لوثائقية Jardin secret عام 2007.
كما ظهرا في برنامج Tellement vrai في حلقة عن التوائم بعنوان Jumeaux, jumelles: jamais l'un sans l'autre عام 2011.

## أغاني
- 2011: Bouger Bouger

## وصلات خارجية
- موقع توام الرسمي
- موقع توام على YouTube
- موقع توام على MySpace